# Roncesvalles (Tolima)
Roncesvalles és un municipi de Colòmbia, situat a l'oest del departament del Tolima. Va ser fundat el 12 de febrer de 1913 i convertit en municipi l'11 de maig de 1944. És a la Cordillera Central a 113 quilòmetres d'Ibagué, limita a l'oest amb els municipis de Cajamarca (Tolima), Sevilla (Valle del Cauca), Génova (Quindío), al sud amb el municipi de Chaparral (Tolima), a l'est amb el municipi de San Antonio (Tolima), i al nord amb el municipi de Rovira (Tolima).
És conegut per la seva riquesa hídrica constituïda per més de vuitanta llacunes i extenses àrees d'erms, addicionalment per la seva cultura de preservació ambiental, especialment per la protecció del lloro d'orelles grogues i la palma de cera i per la producció de derivats làctics com el quesillo i el formatge. Roncesvalles també és conegut com el Paradís Natural de Colòmbia.
Roncesvalles es troba sobre la banda de 600 km d'extensió de la serralada central de Colòmbia, representant tres "Àrees Endèmiques per a les Aus" (AEA): les "Vessants Interandinas Colombianes", l'extrem nord dels Andes centrals i els erms dels camins centrals. Hi ha una llista de 169 espècies, pertanyents a 27 famílies, donant-se l'estimació d'abundància en els seus hàbitats apropiats, tipus d'ambients que freqüenten i tipus d'alimentació. L'existència de quatre espècies amenaçades comporta a interpretar que la fauna i flora de Roncesvalles almenys ha de ser mantinguda en el seu estat actual, ja que presenta un estat de conservació prou com per a sostenir espècies considerades globalment en perill. En el cas particular del lloro d'orelles grogues, la seva supervivència com a espècie depèn de les mesures de conservació que es practiquin per conservar-lo, en aquest cas la Fundación Proaves manté un permanent treball per al seu protecció que contempla més d'una dècada. Dins dels mamífers es troben la danta o tapir de muntanya, l'ós d'antifaç, l'os formiguer, la chucha, en la categoria dels carnívors hi ha guineus grises, tigrillos, pumes o lleons, cusumbo, gos de muntanya, els rosegadors estan compostos per la boruga, el guatín i l'esquirol, aquests últims són caçats per pobladors de la regió i en alguns casos la seva carn és utilitzada per al consum humà. Les serps que es troben en el municipi són la majoria d'elles verinoses i presents en clima sobretot càlid.